# Bultei
Bultei (en sard, Burtei) és un municipi italià, dins de la província de Sàsser. L'any 2007 tenia 1.206 habitants. Es troba a la regió de Goceano. Limita amb els municipis d'Anela, Benetutti, Bono, Nughedu San Nicolò i Pattada.

## Administració
| Període | Identitat   | Partit        |
| ------- | ----------- | ------------- |
| 2006-   | Andrea Fenu | Llista cívica |